# Designers interactifs
Designers Interactifs est une association professionnelle française, représentant des designers, des agences et des écoles, œuvrant dans le champ du numérique. 
L’association joue un rôle dans la représentation et la défense des intérêts de la profession auprès des instances publiques. Elle a pour objectif de faire connaître et de valoriser les apports du design interactif à tous les secteurs d’activités, notamment dans l’économie numérique, et plus largement dans la société. Elle veille également à améliorer la visibilité et la lisibilité de la profession auprès des entreprises.
Designers Interactifs collabore étroitement avec les principales organisations de design françaises : l’Agence pour la Promotion de la Création Industrielle (APCI) et l’Alliance Française des Designers (AFD).

## Histoire de l’association
Designers Interactifs a été fondée en octobre 2006 par Benoit Drouillat, Guillaume Brachon et Dominique Playoust († 2012). Ses activités ont débuté en 2007  par l’organisation d’un cycle de conférences, destiné à mieux faire connaître le design interactif.

## Activités
Designers Interactifs mène chaque année un programme d’actions sur le terrain qui prend la forme d’événements, d’expositions, de participation à des congrès de design, de publications…
De 2009 à 2012, Designers Interactifs a produit et organisé les soirées PechaKucha Paris, en partenariat avec Adobe France et la revue Etapes:
À travers son partenariat avec l’Agence pour la Promotion de la Création Industrielle, Designers Interactifs a créé en 2010 un Prix du design numérique, remis par le ministre de l’Industrie chaque année à l’occasion de l’Observeur du design.
En 2011, Designers Interactifs a entamé une collaboration avec deux pôles de compétitivité, Systematic et Mov’eo. Elle a donné lieu à la publication d'un ouvrage publié chez Dunod en 2013, Le design des interfaces numériques en 170 mots-clés.
Designers Interactifs est membre du Conseil National du Design depuis septembre 2021 et contribue à des groupes de travail thématiques sur l'intégration du design dans les entreprises.

## Organisation

### Adhérents
Designers Interactifs rassemble une communauté de membres diversifiée : designers indépendants et salariés, designers intégrés, agences, entreprises et écoles.
Elle compte 1 200 membres, dont une centaine d’entreprises (parmi lesquelles Adobe et Microsoft) et une vingtaine d’écoles de design (Ensci Les Ateliers, Strate, l'École de design de Nantes Atlantique).

### Conseil d’administration
Designers Interactifs est dotée d'un conseil d'administration de 7 membres et d'un bureau. Ce conseil compte parmi ses membres les représentants des principales organisations de design en France :
- Benoit Drouillat, président, head of design, Saint-Gobain
- Pascale Neveu, secrétaire général, Le Laptop
- Guillaume Brachon, trésorier, designer interactif, Oney
- Anne Marie Boutin († 2017), présidente de l'Agence pour la Promotion de la Création Industrielle
- Giuseppe Attoma, directeur de l'agence de design Attoma
- Amélie Boucher, VP of design, D-Hedge
- Béatrice Gisclard, designer et membre du conseil d'administration de l'Alliance Française des Designers